# Lupao
Lupao (Bayan ng Lupao) är en kommun i Filippinerna. Kommunen ligger på ön Luzon, och tillhör provinsen Nueva Ecija. Folkmängden uppgår till 34 190 invånare.

## Barangayer
Lupao är indelat i 24 barangayer.
| - Agupalo Este - Agupalo Weste - Alalay Chica - Alalay Grande - Barangay Tienzo - Bagong Flores - Balbalungao - Burgos - Cordero - Mapangpang - Namulandayan - Parista | - Poblacion East - Poblacion North - Poblacion South - Poblacion West - Salvacion I - Salvacion II - San Antonio Este - San Antonio Weste - San Isidro - San Pedro - San Roque - Santo Domingo |